# Robert Hankey, 2. Baron Hankey
Robert Maurice Alers Hankey, 2. Baron Hankey, KCMG, KCVO (* 4. Juli 1905; † 28. Oktober 1996) war ein britischer Diplomat, der unter anderem zwischen 1951 und 1953 Gesandter in Ungarn, von 1954 bis 1960 Botschafter in Schweden sowie zwischen 1960 und 1965 Ständiger Vertreter des Vereinigten Königreichs bei der OECD war. Von 1963 bis zu seinem Tod war er als 2. Baron Hankey Mitglied des Oberhauses (House of Lords).

## Leben
Robert Maurice Alers Hankey war das älteste von vier Kindern des Politikers Maurice Pascal Alers Hankey (1877–1963), der am 3. Februar 1939 als Baron Hankey, of The Chart in the County of Surrey, zum erblichen Peer erhoben und dadurch Mitglied des Oberhauses wurde, und dessen Ehefrau Adeline Hermine Gertrude Ernestine de Smidt († 1979). Seine einzige Schwester Ursula Helen Alers Hankey (1909–2006) war die Ehefrau des Offiziers und Unternehmers Sir John Benn, 3. Baronet (1904–1984). Sein jüngerer Bruder Christopher Alers Hankey (1911–2000) war Offizier und Ministerialbeamter, während sein jüngster Bruder der Diplomat Henry Arthur Alers Hankey (1914–1999) war, der zwischen 1966 und 1969 als Botschafter in Panama sowie von 1969 bis 1974 Unterstaatssekretär im Außenministerium (Foreign and Commonwealth Office) fungierte. Er selbst begann nach dem Besuch der renommierten 1567 gegründeten Rugby School ein Studium am New College der University of Oxford, welches er 1926 mit einem Bachelor of Arts (B.A.) beendete.
Im Anschluss trat Hankey am 25. September 1927 als Dritten Sekretär (Third Secretary) in den Diplomatischen Dienst (Diplomatic Service) des Außenministeriums (Foreign Office) ein. Während seiner darauf folgenden Verwendungen wurde er am 5. Dezember 1932 zum Zweiten Sekretär (Second Secretary) sowie am 21. August 1939 zum Ersten Sekretär (First Secretary) befördert. Nachdem er zwischen 1945 und 1946 als Botschaftsrat (Counsellor) an der Botschaft in Polen tätig war, fungierte er von 1946 bis 1949 im Außenministerium als Head of Northern Department und war damit Leiter des Referats mit der Verantwortung für die Beziehungen zur Russland, Skandinavien und die Baltischen Staaten. Für seine Verdienste in dieser Zeit wurde er am 1. Januar 1947 Companion des Order of St Michael and St George (CMG) ernannt sowie am 15. April 1948 rückwirkend zum 15. Juli 1945 zum diplomatischen Beamten des sechsten Grades (Officer of His Majesty's Foreign Service, Sixth Grade) ernannt. Am 12. Dezember 1949 erfolgte seine Beförderung zum diplomatischen Beamten des fünften Grades und er war von 1949 bis 1951 als Gesandter an der Botschaft in Spanien tätig.
Am 21. Mai 1951 wurde Robert Hankey als Nachfolger von Sir Geoffrey Wallinger Gesandter in Ungarn und verblieb auf diesem diplomatischen Posten bis 1953, woraufhin George Labouchere ihn ablöste. Er selbst übernahm am 6. März 1954 von Sir Roger Bentham Stevens den Posten als Botschafter in Schweden und hatte dieses Amt bis zu seiner Ablösung durch Sir John Coulson 1960 inne. Für seine Verdienste wurde er zum 1. Januar 1955 als Knight Commander des Order of St Michael and St George (KCMG) nobilitiert, wodurch er fortan den Namenszusatz „Sir“ führte. Des Weiteren wurde er zum 10. Juni 1956 auch noch zum Knight Commander des Royal Victorian Order (KCVO) erhoben. Zuletzt löste er 1960 Sir Hugh Ellis-Rees als Ständiger Vertreter des Vereinigten Königreichs bei der OECD ab und verblieb in dieser Verwendung bis zu seinem Ausscheiden aus dem diplomatischen Dienst, woraufhin Sir Edgar Cohen seine Nachfolge als Vertreter bei der Organisation für wirtschaftliche Zusammenarbeit und Entwicklung in Paris antrat.
Beim Tod seines Vaters erbte Robert Hankey am 26. Januar 1963 dessen Adelstitel als 2. Baron Hankey und wurde dadurch Mitglied des Oberhauses (House of Lords).
Robert Hankey war drei Mal verheiratet. In erster Ehe heiratete er am 27. September 1930 Frances Bevyl Stuart-Menteth (1907–1957), Tochter von Walter Erskine Stuart-Menteth (1877–1956) und Violet Grace Lafone († 1970). Aus dieser Ehe gingen zwei Töchter und zwei Söhne hervor. Die älteste Tochter Juliet Alers Hankey (1931–2014) war mit dem Barrister und Solicitor Peter John Wrensted Alchin (1928–2013) verheiratet. Die zweie Tochter Adele Bevyl Alers Hankey (* 1933) war mit dem schwedischen Arzt Dr. Erik Emil Anggard verheiratet. Der ältere Sohn Donald Robin Alers Hankey (* 1938), war als Architekt tätig und erbte nach seinem Tode 1996 den Titel als 3. Baron Hankey. Der jüngere Sohn Alexander Maurice Alers Hankey (* 1947) war als Fellow am Massachusetts Institute of Technology (MIT) tätig. Am 2. Oktober 1962 heiratete er in zweiter Ehe Joanna Riddall Wright († 1991), Tochter des Geistlichen Reverend James Johnston Wright. Zuletzt heiratete er 1992 in dritter Ehe Aline Stephanie Paulet King (1925–2015), Tochter von Brigadier Percy Paulet King (1896–1962) und dessen Ehefrau Grace Beatrice Bridgland.